# Wilhelm Gustloff (politikus)
Wilhelm Gustloff (Schwerin, 1895. január 30. – Davos, Svájc, 1936. február 4.) német nemzetiszocialista politikus, aki mártírrá vált a fasiszta Harmadik Birodalomban meggyilkolása miatt. Később róla nevezték el az 1945-ben a világtörténelem legnagyobb hajókatasztrófáját szenvedett Wilhelm Gustloff nevű hajót.

## Élete
Wilhelm Gustloff Schwerinben született, mecklenburg–schwerini nagyhercegben. Középiskolai tanulmányait mint bankkereskedő fejezte majd, krónikus tüdőbaja és gégeproblémái miatt felmentést kapott az első világháborús szolgálat alól, nem volt katona. 1917-ben utazott Davosba, hogy kezeltesse  a tüdőbetegségét. A háború után, 1921-ben lett tagja a német Deutschvölkischer Schutz- und Trutzbundnak (Német Népi Véd- és Dacszövetség), majd 1929-ben lépett be az NSDAP-be. A svájci állami meteorológiai szolgálatnál helyezkedett el, majd 1932-től Landesgruppenleiter (országos csoportvezető) lett Svájcban. Ebbéli minőségében ő volt a felelős az antiszemita hecclapok, többek között a Cion bölcseinek jegyzőkönyvei terjesztéséért. 1936-ig több, mint 5000 tagot sikerült szerveznie a svájci NSDAP számára.
1936. február 4-én Davosban a zsidó származású David Frankfurter orvostanhallgató egy pisztolyból leadott 4 lövéssel halálosan megsebesítette. Ezzel a nemzetiszocialisták mártírjává tette a férfit. Gustloffnak állami temetést rendeztek születési helyén, Schwerinben, melyen Adolf Hitler, Joseph Goebbels, Hermann Göring, Heinrich Himmler, Martin Bormann és Joachim von Ribbentrop is részt vettek. Koporsóját különvonat vitte Davosból Schwerinbe, mely megállt Stuttgartban, Würzburgban, Erfurtban, Halléban, Magdeburgban és Wittenbergben. Özvegye és fivére fogadták a temetésen a részvevő szavakat.

## Halála után
Az akkor épülőfélben lévő KdF-hajót, amit a tömegek üdültetésére terveztek és Adolf Hitlerről készültek elnevezni, a merénylet hírére átkeresztelték Wilhelm Gustloffra. A keresztelést Hedwig Gustloff, a meggyilkolt özvegye végezte el, aki korábban Hitler titkárnője is volt. 1945. január 30-án éjjel a sebesült katonákkal és kelet-poroszországi menekültekkel zsúfolt hajót a szovjet SZ–13 tengeralattjáró torpedókkal elsüllyesztette. Ez volt minden idők legnagyobb tengeri szerencsétlensége, hozzávetőlegesen 9400, jórészt civil áldozat, köztük 4000 gyermek veszítette életét. Wilhelm Gustloffról a második világháború végéig még több utcát is elneveztek, például Magdeburgban és Benneckensteinban (ma Oberharz am Brocken része).

## Fordítás
- Ez a szócikk részben vagy egészben a Wilhelm Gustloff című német Wikipédia-szócikk ezen változatának fordításán alapul.  Az eredeti cikk szerkesztőit annak laptörténete sorolja fel. Ez a jelzés csupán a megfogalmazás eredetét és a szerzői jogokat jelzi, nem szolgál a cikkben szereplő információk forrásmegjelöléseként.